# فائقة (اسم)
فائقة هو اسم علم مؤنث من أصل عربي، ومعناه هو المتطلعة إلى الأفضل المستشرفة بنظرها المتباهية الشامخة بأنفها الراغبة بالأحسن.

## شخصيات تحمل الاسم
- فائقة السيد باعلوي (1953 – )
- فائقة بنت فؤاد الأول (8 يونيو 1926 – 7 يناير 1983)
- فائقة سعيد الصالح

## وصلات خارجية
- موسوعة السلطان قابوس لأسماء العرب نسخة محفوظة 5 أبريل 2019 على موقع واي باك مشين.